# Anna Pasternak
Anna Pasternak – polska chemik i biochemik, profesor nauk ścisłych i przyrodniczych, pracownik naukowy Instytutu Chemii Bioorganicznej PAN, gdzie kieruje Zakładem Bioinżynierii Kwasów Nukleinowych.

## Życiorys
W 2003 r. ukończyła chemię na Uniwersytecie im. Adama Mickiewicza w Poznaniu, natomiast rozprawę doktorską obroniła w 2008 r. w Instytucie Chemii Bioorganicznej PAN. Stopień doktora habilitowanego nauk chemicznych uzyskała w 2015 r., również w ICHB PAN, na podstawie pracy pt. UNA (Unlocked Nucleic Acid) – wpływ zwiększonej labilności konformacyjnej reszty rybozy na stabilność termodynamiczną motywów strukturalnych tworzonych przez kwasy nukleinowe. W 2023 r. uzyskała tytuł profesora nauk ścisłych i przyrodniczych. Do 2024 r. wypromowała 3 doktorów. W 2023 r. została odznaczona Złotym Krzyżem Zasługi. W 2024 r. z nominacji Rady Narodowego Centrum Nauki została ujęta w portalu AcademiaNet – The Portal to Excellent Women AcademicsBadaczki.

## Projekty badawcze
Kierowane projekty badacze finansowane przez Narodowe Centrum Nauki:
- Nowe 3,8-dipodstawione analogi nukleozydów purynowych o potencjalnym zastosowaniu w badaniach strukturalnych i aktywności biologicznej kwasów nukleinowych (SONATA 3; 2013–2016)
- Termodynamiczne podstawy projektowania optymalnych funkcjonalnie, modyfikowanych siRNA oraz ich eksperymentalna weryfikacja (SONATA BIS 3; 2014–2018)
- Uwarunkowania strukturalne właściwości przeciwnowotworowych oligonukleotydów bogatych w guanozynę (OPUS 13; 2018–2022)
- Oligonukleotydy tworzące trypleksy jako nowe narzędzia do rozplatania struktury G-kwadrupleksu oraz selektywnej inhibicji transkrypcji onkogenu c-Myc (OPUS 19; od 2021)